# 제2회 모스크바 국제 영화제
제2회 모스크바 국제 영화제는 1961년 7월 9일부터 7월 23일까지 열린 시상식이다.

## 수상 및 후보

### 작품상
- Sunrise at Campobello - Vincent J. Donehue 수상